# پل باغدادلیان

پل باغدادلیان (ارمنی: Փոլ Բաղդադլյան؛ ۱۰ ژوئیهٔ ۱۹۵۳ – ۲۸ ژوئیهٔ ۲۰۱۱) یک خواننده، ترانه‌پرداز، تهیه‌کننده موسیقی، آهنگ‌ساز، نوازنده، کارآفرین ارمنی‌تبار اهل  ایالات متحده آمریکا بود. وی بین سال‌های ۱۹۷۰ تا ۲۰۱۱ میلادی فعالیت می‌کرد. وی بیشتر با نام کوچک خویش «پل» شناخته می‌شد

## ابتدای زندگی
پل با نام اصلی گریگور بارویری باغدادلیان (ارمنی: Գրիգոր Բարույրի Պաղտատլեան) در ۱۰ ژوئیه ۱۹۵۳ در حلب، سوریه از والدینی ارمنی به نام‌های «بارویر و آروسیاگ باغدادلیان» به دنیا آمد. پس از نقل مکان به بیروت، لبنان، موفقیت بزرگی در زمینه خوانندگی موسیقی مدرن ارمنی کسب نمود. در سال ۱۹۶۵ در سن ۱۲ سالگی مادرش درگذشت. پدرش دوباره ازدواج نمود و در پاسدینا کالیفرنیا ساکن گشت.

## درگذشت
پل باغدادلیان پس از یک دوره مبارزه با بیماری سرطان ریه سرانجام در ۲۸ ژوئن ۲۰۱۱ در سن ۵۸ سالگی در «مرکز پزشکی ادونتیست گلندیل» درگذشت

## آلبوم‌شناسی
آلبوم‌های استودیویی
- باران می‌بارد (۱۹۷۶) Antzrev E Kalis (It's raining)
- تو را دوست دارم (۱۹۷۷) Siroum Em Kez (I love you)
- مهر مادر (۱۹۷۷) Mor Sere (Mother's love)
- (۱۹۷۸) Sbasoum Em Kez (Waiting for you) (double album)
- واپسین تانگو (۱۹۷۹) The Last Tango
- چشمان سیاه (۱۹۸۱) Sev Acher (Black eyes)
- (۱۹۸۲) Zavgis (To my son)
- (۱۹۸۳) Miayn Ints Siree (Love me)
- بدون تو (۱۹۸۵) Arants Kez (Without you)
- (۱۹۸۷) Siretsi Yes Megin (I loved someone)
- تولدت مبارک (۱۹۸۹) Happy Birthday
- (۱۹۹۰) Ourishin Yes
- (۱۹۹۱) Naz Aghchig (Cute girl)
- (۱۹۹۲) Sirem (I love)
- (۱۹۹۳) Chkideyi Chkidem (Didn't know, don't know)
- (۱۹۹۴) Garodi Harts E (Missing)
- (۱۹۹۵) Gyanki Dzaghig (Flower of life)
- (۱۹۹۸) Tou Im Ashkharn Es (You are my world)
- زندگی من (۱۹۹۹) Kez Pari Louys (Good day for you)
- زندگی من … (۲۰۰۰) Gyankes... (My life)
- فراموش کن … (۲۰۰۱) Moratsir... (Forget)
- (۲۰۰۴) Anoushigs (My beauty)
- تو کجایی (۲۰۰۸) Oor es (Where are you)
- (منتشر شده) Hokis Im (My soul)